# Korona Kocich Gór 2015
La 3e édition de la Korona Kocich Gór a eu lieu le 20 juin 2015. La course fait partie du calendrier UCI Europe Tour 2015 en catégorie 1.2.
L'épreuve a été remportée lors d'un sprint à quatre coureurs par le Tchèque František Sisr (Dukla Praha) qui s'impose respectivement devant le Slovaque Maroš Kováč (Kemo Dukla Trenčín) et le Polonais Kamil Zieliński (Domin Sport).

## Présentation

### Parcours
Le parcours est un circuit de 24 kilomètres à parcourir à huit reprises dans le sens anti-horaire, pour un total de 192 kilomètres.

### Équipes
Classée en catégorie 1.2 de l'UCI Europe Tour, la Korona Kocich Gór est par conséquent ouverte aux équipes continentales professionnelles polonaises, aux équipes continentales, aux équipes nationales et aux équipes régionales et de clubs.
Vingt-et-une équipes participent à cette Korona Kocich Gór - une équipe continentale professionnelle, onze équipes continentales, une équipe nationale et huit équipes régionales et de clubs :
| Équipe continentale professionnelle | Équipe continentale professionnelle | Équipe continentale professionnelle |
| Nom de l'équipe                     | Pays                                | Code                                |
| ----------------------------------- | ----------------------------------- | ----------------------------------- |
| CCC Sprandi Polkowice               | Pologne                             | CCC                                 |

| Équipes continentales  | Équipes continentales | Équipes continentales |
| Nom de l'équipe        | Pays                  | Code                  |
| ---------------------- | --------------------- | --------------------- |
| ActiveJet              | Pologne               | AJT                   |
| CK Příbram Fany Gastro | Tchéquie              | PFG                   |
| Cycling Academy        | Israël                | CAT                   |
| Domin Sport            | Pologne               | DOM                   |
| Dukla Praha            | Tchéquie              | ADP                   |
| ISD Continental        | Ukraine               | ISD                   |
| Kemo Dukla Trenčín     | Slovaquie             | DUK                   |
| Kolss-BDC              | Ukraine               | KLS                   |
| Rietumu-Delfin         | Lettonie              | RBD                   |
| SKC Tufo Prostějov     | Tchéquie              | SKC                   |
| Wibatech Fuji          | Pologne               | WIB                   |

| Équipe nationale           | Équipe nationale | Équipe nationale |
| Nom de l'équipe            | Pays             | Code             |
| -------------------------- | ---------------- | ---------------- |
| Équipe nationale de Russie | Russie           | RUS              |

| Équipes régionales et de clubs | Équipes régionales et de clubs | Équipes régionales et de clubs |
| Nom de l'équipe                | Pays                           | Code                           |
| ------------------------------ | ------------------------------ | ------------------------------ |
| KK Tarnovia                    | Pologne                        |                                |
| Krismar Big Silvant            | Pologne                        |                                |
| KS Pogoń Mostostal Puławy      | Pologne                        |                                |
| Legia Corratec                 | Pologne                        |                                |
| LMGKK Ziemia Brzeska           | Pologne                        |                                |
| TC Chrobry Saroni Głogów       | Pologne                        |                                |
| TJ Favorit Brno                | Tchéquie                       |                                |
| TKK Pacific Nestle Fitness     | Pologne                        |                                |

### Primes
Les vingt prix sont attribués suivant le barème de l'UCI,. Le total général des prix distribués est de 6 010 €.
| Position | 1er     | 2e      | 3e    | 4e    | 5e    | 6e    | 7e    | 8e    | 9e    | 10e à 20e |
| Prix     | 2 425 € | 1 210 € | 607 € | 305 € | 240 € | 180 € | 180 € | 118 € | 118 € | 57 €      |

## Classements

### Classement final
| Classement final | Classement final     | Classement final | Classement final   | Classement final   |
|                  | Coureur              | Pays             | Équipe             | Temps              |
| ---------------- | -------------------- | ---------------- | ------------------ | ------------------ |
| 1er              | František Sisr       | Tchéquie         | Dukla Praha        | en 4 h 42 min 53 s |
| 2e               | Maroš Kováč          | Slovaquie        | Kemo Dukla Trenčín | + 0 s              |
| 3e               | Kamil Zieliński      | Pologne          | Domin Sport        | + 0 s              |
| 4e               | Emanuel Piaskowy     | Pologne          | Cycling Academy    | + 0 s              |
| 5e               | Antonio Angulo       | Espagne          | Cycling Academy    | + 35 s             |
| 6e               | Maksym Vasyliev      | Ukraine          | ISD Continental    | + 37 s             |
| 7e               | Andriy Kulyk         | Ukraine          | Kolss-BDC          | + 37 s             |
| 8e               | Mario González Salas | Espagne          | ActiveJet          | + 37 s             |
| 9e               | Patrik Tybor         | Slovaquie        | Kemo Dukla Trenčín | + 37 s             |
| 10e              | Oleksandr Prevar     | Ukraine          | Kolss-BDC          | + 1 min 12 s       |
| modifier         |                      |                  |                    |                    |

### Classements annexes
| \| Classement des sprints[1] \| Classement des sprints[1] \| Classement des sprints[1] \| Classement des sprints[1] \| Classement des sprints[1] \| \| ------------------------- \| ------------------------- \| ------------------------- \| -------------------------- \| ------------------------- \| \| \| Coureur \| Pays \| Équipe \| Point(s) \| \| 1er \| Igor Boev \| Russie \| Équipe nationale de Russie \| 8 points \| \| 2e \| Mario González Salas \| Espagne \| ActiveJet \| 6 pts \| \| 3e \| Adam Stachowiak \| Pologne \| Kolss-BDC \| 4 pts \| \| modifier \| \| \| \| \| |                      |         |                            |          |
| Classement des sprints |                      |         |                            |          |
| | Coureur              | Pays    | Équipe                     | Point(s) |
| 1er | Igor Boev            | Russie  | Équipe nationale de Russie | 8 points |
| 2e | Mario González Salas | Espagne | ActiveJet                  | 6 pts    |
| 3e | Adam Stachowiak      | Pologne | Kolss-BDC                  | 4 pts    |
| modifier |                      |         |                            |          |

### UCI Europe Tour
Cette Korona Kocich Gór attribue des points pour l'UCI Europe Tour 2015, par équipes seulement aux coureurs des équipes continentales professionnelles et continentales, individuellement à tous les coureurs sauf ceux faisant partie d'une équipe ayant un label WorldTeam.
| Position,          | 1er | 2e | 3e | 4e | 5e | 6e | 7e | 8e |
| Classement général | 40  | 30 | 16 | 12 | 10 | 8  | 6  | 3  |

## Liste des participants
- Liste de départ complète